# أوتشي أوكافور
أوتشي أوكافور (بالإنجليزية: Uche Okafor) (مواليد 8 أغسطس 1967) هو لاعب كرة قدم. يلعب مع منتخب نيجيريا لكرة القدم. سبق له أن لعب في كأس العالم لكرة القدم مع منتخب بلاده.

## روابط خارجية
- أوتشي أوكافور على موقع الاتحاد الدولي (مؤرشف)  (الإنجليزية)
- أوتشي أوكافور على موقع الدوري الأمريكي (الإنجليزية)
- أوتشي أوكافور على موقع قاعدة بيانات كرة القدم.إي يو (الإنجليزية)
- أوتشي أوكافور على موقع ناشيونال فوتبول تيمز (الإنجليزية)
- أوتشي أوكافور على موقع Soccerway.com (الإنجليزية)
- أوتشي أوكافور على موقع عالم كرة القدم.نت (الإنجليزية)